# Dynoides hoonsooi
Dynoides hoonsooi är en kräftdjursart som beskrevs av Kae Kyoung Kwon 1990. Dynoides hoonsooi ingår i släktet Dynoides och familjen klotkräftor. Inga underarter finns listade i Catalogue of Life.